# سجين زندا
سجين زندا (بالإنجليزية: The Prisoner of Zenda) هي رواية مغامرات كتبها الروائي البريطاني أنتوني هوب ونُشرت في عام 1894م، تمتعت هذه الرواية بشعبية كبيرة شجعته على كتابة روايات أخرى تقع في نفس المكان، وتدور أحداث الرواية في مملكة روريتانيا الخيالية والتي أصبحت فيما بعد مسرحا لروايات أخرى كتبها اخرون تأثرا بالرواية، ولقد تم صناعة العديد من الأفلام والتتمات (سيكول) لما لاقته من أعجاب كبير وتمت اضافتها الي المناهج التعليميه.

## حبكة الرواية
تدور أحداث القصة في أواخر القرن التاسع عشر حول شخصية "رودلف راسندل"، وهو شاب من عائلة إنجليزية ثرية يتمتع بمهارات مميزة تشمل التحدث بعدة لغات، المبارزة بالسيف، والقتال بالبندقية.
في أحد الأيام، قامت زوجة أخيه، "روز راسندل"، بمعاتبته على قضاء أيامه دون عمل مفيد، ونصحته بالعمل مساعدًا لسفير لمدة ستة أشهر. إلا أن رودلف قرر بدلاً من ذلك الذهاب إلى روريتانيا لحضور حفل تتويج ملكها الجديد. في رحلته، مر بعدة محطات شملت باريس، دريسدن، وأخيرًا روريتانيا.
في تلك الأثناء، كان شقيق الملك، الأمير مايكل، يدبر مؤامرة للإطاحة به. عشية يوم التتويج، تم تخدير الملك رودلف واختطافه وسجنه في قلعة تقع في بلدة صغيرة تدعى "زندًا"، ليصبح غير قادر على حضور مراسم تتويجه. كان الأمير مايكل يخطط لاستغلال هذا الوضع ليتم تنصيبه ملكًا.
لكن مساعدي الملك، اللذين كانا على علم بالمؤامرة، وضعا خطة جريئة لإنقاذ الموقف. التقت الخطة بزائر إنجليزي يدعى رودلف راسندل، الذي كان قد التقى الملك سابقًا، وتبين أن بينهما صلة قرابة بعيدة. كانت المفاجأة الكبرى هي التشابه الشديد بينهما، لدرجة أنهما بديا كتوأم.
أقنع مساعدو الملك رودلف راسندل بتولي دور الملك في مراسم التتويج لتجنب وقوع المملكة في قبضة الأمير مايكل. وافق راسندل على الخطة، ولم يعلم بأمرها سوى الثلاثة. أثناء لعبه هذا الدور، وقع راسندل في حب خطيبة الملك، لكنه أخفى عنها حقيقته مفضلًا الوفاء للملك الشرعي.
تصاعدت الأحداث وسط جو مليء بالمؤامرات والمؤامرات المضادة. قاد راسندل عملية خطيرة لاقتحام قلعة "زندًا"، حيث تمكن من إنقاذ الملك رودلف، مما مكن الأخير من استعادة عرشه.
ورغم المشاعر العميقة التي جمعته بخطيبة الملك، اختار راسندل الانفصال عنها احترامًا لواجباته الأخلاقية، لينتهي الأمر بعودته إلى وطنه

## روايات أُستلهمت منها
تأثرت العديد من الروايات الأجنبية بأسلوب هذه الرواية ومنها على سبيل المثال:
- القصة الكوميدية القصيرة روبرت الشبيه بالإنجليزية (Rupert the Resembler) لبريت هارت (كاتب أمريكي).
- تختلف قصة الملك المجنون لإدغار رايس بوروس التي تنتمي لصنف القصة الرومانسية الروريتانية عن كتب أنتوني هوب في بعض التفاصيل إلا أنها تشترك في الأساسيات.
- استخدم الروائي الأميركي روبرت آنسون هينلين حبكة سجين زندا نفسها في روايته الخيالية العلمية النجم المزدوج (Double star).

## وصلات خارجية
- سجين زندا على موقع الموسوعة البريطانية (الإنجليزية)